# 디렉터파이
디렉터파이(본명: 피현정, 1971년 5월 24일 ~)는 대한민국의 기업인, 칼럼니스트다. 현재 더파이컴퍼니의 대표이사를 맡고 있다.

## 경력
- 클린뷰티랩 연구소 총괄 디렉터
- 더파이컴퍼니 대표이사
- 애비뉴엘 편집장
- 엘르 에디터, 뷰티 디렉터
- 경향신문사 레이디경향, 휘가로 에디터
- 올리브영 P.DIRECTION 뷰티 크리에이티브 디렉터
- 겟 잇 뷰티 기획, 제작
- 예쁜 남자 크리에이티브 디렉터
- 뷰티 매거진 글로벌 뷰티어워드 심사위원
- 가인 미니앨범 4집 《Hawwah》 뷰티 총괄 디렉터

## 방송
- 겟 잇 뷰티
- TOP CEO 2 (2010)
- TOP CEO 3 (2011)
- 여보세요 (2013)
- 애프터스쿨의 뷰티바이블 2014FW (2014)